# Alfred von Wurzbach
Pour les articles homonymes, voir Wurzbach.
Alfred Wurzbach Ritter von Tannenberg, né le 22 juillet 1846 à Lemberg et mort le 18 mai 1915 à Vienne, est un critique d'art autrichien.

## Biographie
Il est le fils de Constantin von Wurzbach. Il étudie la jurisprudence, à Vienne et entre dans la fonction publique, mais il démissionne en 1876 et se consacre entièrement à l'étude de l'histoire de l'art. Il est critique d'art pour le Wiener Allgemeine Zeitung de 1881 à 1886.

## Œuvres
Sous le titre Zeitgenossen il publie une série de notices biographiques (1871-1872), et ensuite la monographie de Martin Schongauer (1881), Geschichte der holländischen Malerei (Histoire de la peinture hollandaise, 1885), en plus des biographies de peintres hollandais et Flamands, dans Kunst und Artiste (l'Art et les artistes, 1876). Il a également édité des dictionnaires de biographies d'artiste, et compilé Rembrandt-Galerie (1885), et traduit Le Grand Théâtre des peintres néerlandais d'Arnold Houbraken (l'édition néerlandaise originale de 1718).
- Laura: eine Novelle in Versen, 1873
- Die französischen Maler des 18. Jahrhunderts (peintres français du XVIIIe siècle), 1879
- Grosse Schouburgh der niederländischen Maler und Malerinnen, 1879[2]
- Die goldene Bibel, 1880
- Rembrandt-Galerie: eine Auswahl von hundert Gemälden, 1886
- Niederländisches Artiste-Lexikon, 3 Volumes, 1911